# 統一民主勢力
統一民主勢力（とういつみんしゅせいりょく、ブルガリア語: Обединени Демократични Сили / Obedineni Demokratichni Sili、英語: United Democratic Forces、略称:UDF）は、ブルガリアの選挙連合（選挙ブロック）。
非共産党系の民主勢力同盟を中心に結成された。2001年総選挙では、イヴァン・コストフ首相（民主勢力同盟党首）の下、選挙戦を戦ったが、240議席中、51議席を獲得するも政権を失った。2005年6月25日の2005年総選挙では、得票率8.4パーセントで20議席を獲得した（第五党）。統一民主勢力に参加している政党は以下の通り
- 民主勢力同盟
- 民主党
- ブルガリア農民国民統一同盟
- ゲオルギーの日運動
- 平等な公共モデルのための運動